# Moviment social
Un moviment social és un esforç poc organitzat per part d'un gran grup de persones per aconseguir un objectiu particular, normalment social o polític. Això pot ser per dur a terme un canvi social, o per resistir-ne o desfer-ne un. És un tipus d'acció grupal i pot implicar individus, organitzacions o ambdós. Els moviments socials han estat descrits com "estructures i estratègies organitzatives que poden empoderar les poblacions oprimides per plantejar reptes efectius i resistir les elits més poderoses i avantatges". Representen un mètode de canvi social des de baix dins de les nacions.
La ciència política i la sociologia han desenvolupat diverses teories i investigacions empíriques sobre els moviments socials. Per exemple, algunes investigacions en ciència política destaquen la relació entre els moviments populars i la formació de nous partits polítics, i discuteixen la funció dels moviments socials en relació amb l'agenda i la influència en la política. Els sociòlegs distingeixen entre diversos tipus de moviment social a partir de l'anàlisi de diversos aspectes, com ara l'abast, el tipus de canvi, el mètode de treball, l'abast i el període.
Alguns estudiosos han argumentat que els moviments socials occidentals moderns van ser possibles a través de l'educació (la difusió més àmplia de la literatura) i l'augment de la mobilitat de la mà d'obra a causa de la industrialització i la urbanització de les societats del segle xix. De vegades s'argumenta que la llibertat d'expressió, l'educació i la relativa independència econòmica predominant en la cultura occidental moderna són responsables del nombre i l'abast sense precedents de diversos moviments socials contemporanis. Molts dels moviments socials dels darrers cent anys van créixer, com els Mau Mau a Kenya, per oposar-se al colonialisme occidental. Els moviments socials han estat i continuen estant estretament relacionats amb els sistemes polítics democràtics. En algunes ocasions, els moviments socials s'han implicat en la democratització de les nacions, però és més habitual els casos on sorgeixen després de la democratització. Durant els darrers 200 anys, s'han convertit en part d'una expressió popular i global de dissidència.
Els moviments moderns sovint utilitzen la tecnologia i Internet per mobilitzar la gent a escala mundial. L'adaptació a les tendències de comunicació és un tema comú entre els moviments d'èxit. S'ha investigat l'ús que fan les organitzacions de defensa vinculades als moviments socials als EUA i Canadà de les xarxes socials per facilitar el compromís cívic i l'acció col·lectiva.

## Definicions
Mario Diani argumenta que gairebé totes les definicions comparteixen tres elements: "una xarxa d'interaccions informals entre una pluralitat d'individus, grups i/o organitzacions, implicats en un conflicte polític o cultural, sobre la base d'una identitat col·lectiva compartida".
El sociòleg Charles Tilly defineix els moviments socials com una sèrie d'actuacions, exhibicions i campanyes polèmiques mitjançant les quals la gent comuna fa reivindicacions col·lectives sobre els altres. Per a Tilly, els moviments socials són un vehicle important per a la participació de la gent comuna en la política pública. Argumenta que hi ha tres elements principals en un moviment social:
1. Campanyes: un esforç públic sostingut i organitzat que fa reivindicacions col·lectives de les autoritats;
2. Repertori (repertori de contenció): combinacions d'entre les següents formes d'acció política: creació d'associacions i coalicions amb finalitats especials, reunions públiques, processons solemnes, vetlles, concentracions, manifestacions, convocatòries, declaracions a i als mitjans públics, i el pamfletisme; i
3. Exhibicions WUNC: representació pública concertada dels participants de la dignitat, la unitat, el nombre i els compromisos per part d'ells mateixos i/o dels seus electors.

Sidney Tarrow defineix un moviment social com "els reptes col·lectius [davant les elits, autoritats, altres grups o codis culturals] per part de persones amb propòsits comuns i solidaritats en interaccions sostingudes amb les elits, opositors i autoritats". Distingeix específicament els moviments socials dels partits polítics i dels grups d'interès.
Els sociòlegs John McCarthy i Mayer Zald defineixen un moviment social com "un conjunt d'opinions i creences en una població que representa preferències per canviar alguns elements de l'estructura social i/o distribució de recompenses d'una societat".
Segons Paul van Seeters i Paul James, la definició d'un moviment social comporta unes quantes condicions mínimes: (1.) la formació d'algun tipus d'identitat col·lectiva; (2.) el desenvolupament d'una orientació normativa compartida; (3.) la compartició d'una preocupació pel canvi de l'statu quo i (4.) l'ocurrència de moments d'acció pràctica que estan connectats, almenys subjectivament, al llarg del temps per abordar aquesta preocupació pel canvi. Així, definim un moviment social com una forma d'associació política entre persones que tenen almenys un sentit mínim d'elles mateixes com a connectades amb altres amb les quals comparteixen un propòsit comú i que es reuneixen durant un període prolongat per efectuar un canvi social en nom d'aquest propòsit.

## Història

### Començament

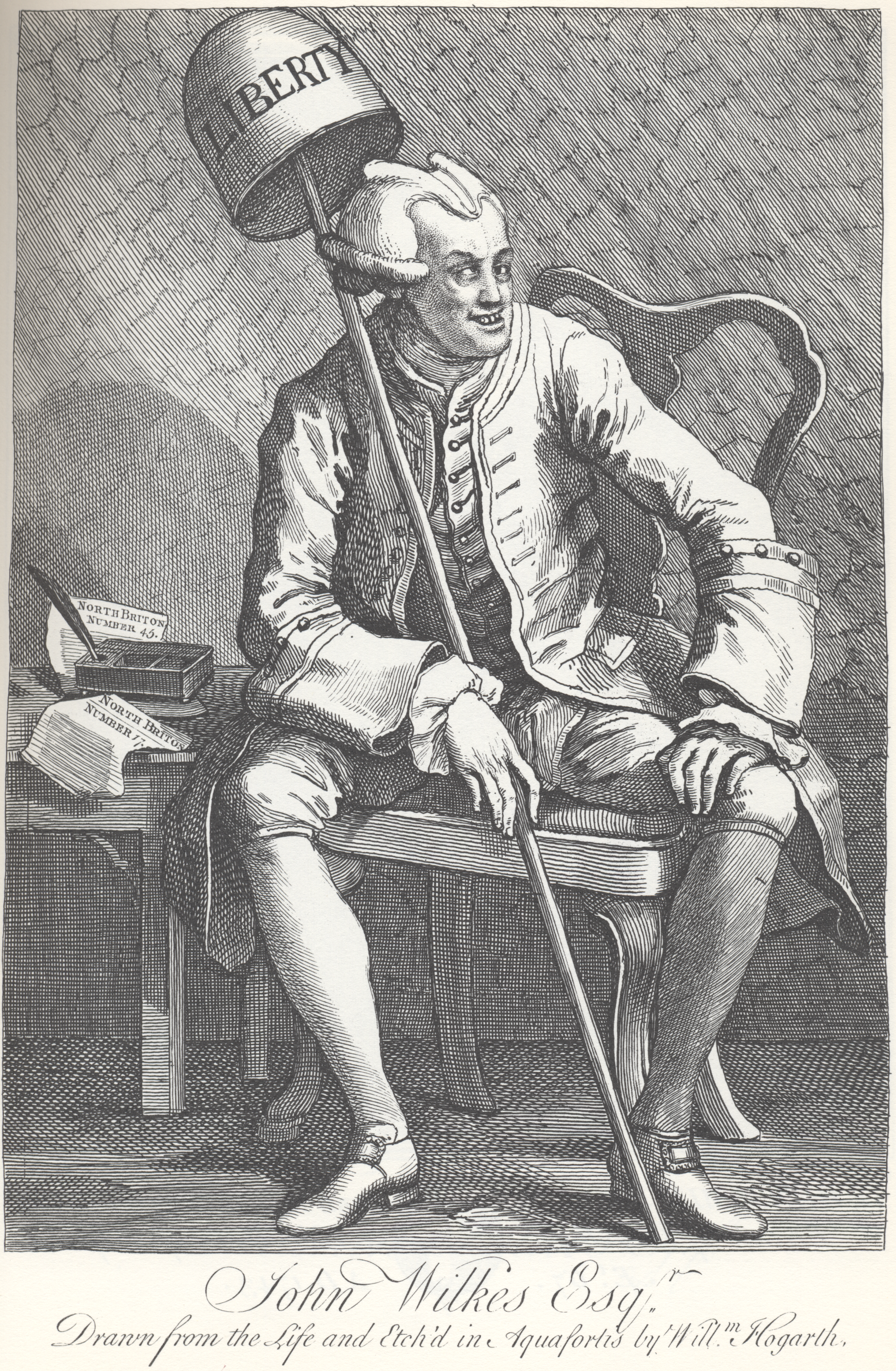
Gravat satíric sobre Wilkes de William Hogarth.

El primer creixement dels moviments socials va estar relacionat amb grans canvis econòmics i polítics a l'Anglaterra de mitjans del segle xviii, incloent-hi la representació política, la capitalització borsària i la proletarització.
El primer moviment social de masses es va catalitzar al voltant de la controvertida figura política John Wilkes. Com a editor del diari The North Briton, Wilkes va atacar enèrgicament la nova administració de Lord Bute i els termes per assolir la pau que el nou govern havia acceptat al Tractat de París de 1763 al final de la Guerra dels Set Anys. Acusat de difamació sediciosa, Wilkes va ser arrestat després de l'emissió d'un mandat general, una mesura que Wilkes va denunciar com a il·legal: el Lord Chief Justice finalment va fallar a favor de Wilkes. Com a resultat d'això, es va convertir en una figura del moviment creixent per la sobirania popular entre les classes mitjanes: la gent va començar a cantar "Wilkes i llibertat" als carrers.
Després d'un període posterior d'exili provocat per altres càrrecs de difamació i obscenitat, Wilkes es va presentar a l'escó parlamentari a Middlesex, on tenia la major part del seu suport. Quan Wilkes va ser empresonat a la presó de King's Bench el 10 de maig de 1768, va sorgir un moviment massiu de suport, amb grans manifestacions als carrers sota el lema "No liberty, no King" (Si no hi ha llibertat, no hi ha Rei).
Privat del dret a seure al Parlament, Wilkes es va convertir en regidor de Londres el 1769, i un grup d'activistes anomenat Society for the Supporters of the Bill of Rights va començar a promoure agressivament les seves polítiques. Aquest va ser el primer moviment social sostingut: va implicar reunions públiques, manifestacions, el repartiment de pamflets a una escala sense precedents i una marxa massiva reivindicativa. Tanmateix, el moviment va tenir cura de no creuar la línia de rebel·lió oberta; va intentar esmenar les faltes de governança a través d'apel·lacions als precedents legals existents i es va concebre com una forma d'agitació extraparlamentària per arribar a un acord consensuat i constitucional. La força i la influència d'aquest moviment social als carrers de Londres va obligar les autoritats a cedir a les reivindicacions del moviment. Wilkes va poder tornar al Parlament, els mandats generals van ser declarats inconstitucionals i la llibertat de premsa es va estendre a la cobertura dels debats parlamentaris.

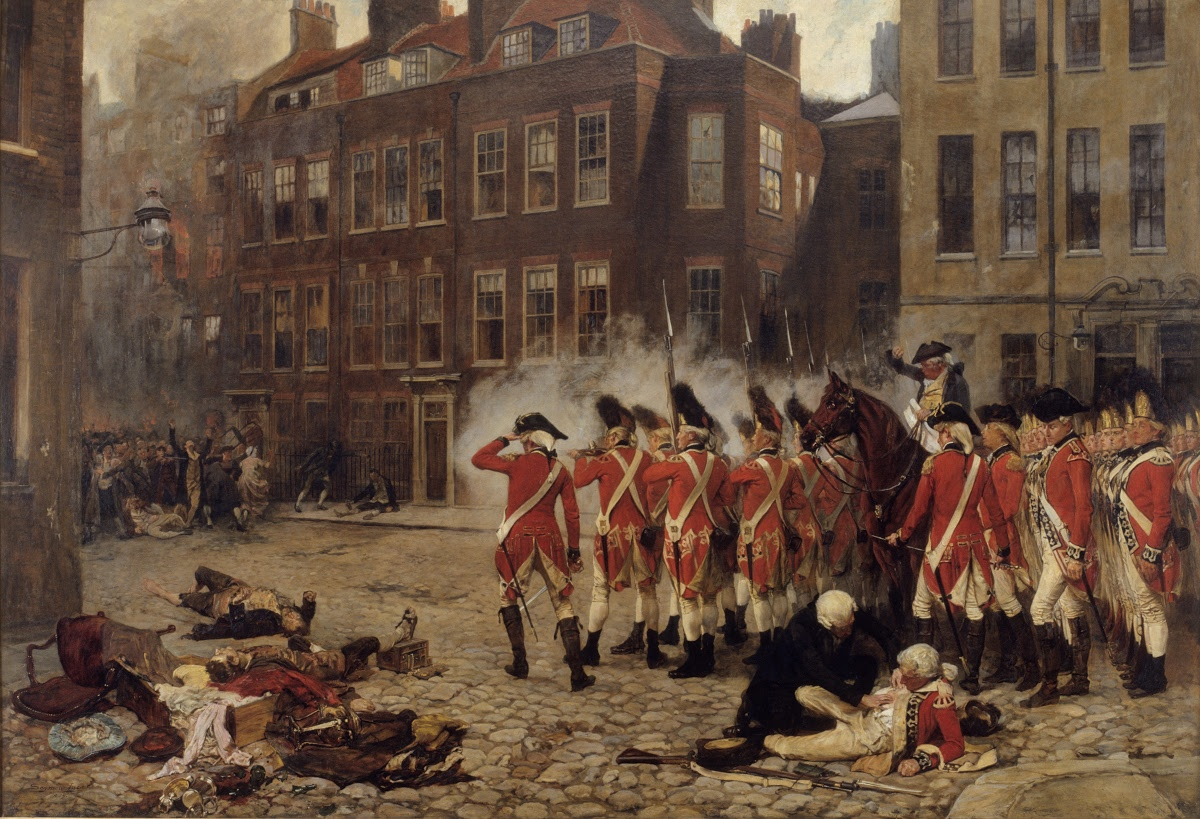
Els disturbis de Gordon, representats en una pintura de John Seymour Lucas.

Un moviment molt més gran de protesta anticatòlica va ser la que es va desencadenar per la Llei de Papistes de 1778, que va eliminar una sèrie de desavantatges que patien els catòlics romans a Anglaterra, i es va formar al voltant de Lord George Gordon, que es va convertir en el president de l'Associació Protestant el 1779. L'Associació va comptar amb el suport de les principals figures religioses calvinistes, com Rowland Hill, Erasmus Middleton i John Rippon. Gordon era un propagandista i va inflamar la multitud propagant la por al papisme i un retorn al domini monàrquic absolut. La situació es va deteriorar ràpidament i el 1780, després d'una reunió de l'Associació Protestant, els seus membres van marxar posteriorment a la Cambra dels Comuns per presentar una petició exigint la derogació de la Llei, cosa que el govern es va negar a fer. Aviat, van esclatar grans disturbis a Londres i els negocis de propietat catòlica van ser atacats per turbes irades.
Altres moviments polítics que van sorgir a finals del segle XVIII van incloure el moviment abolicionista britànic contra l'esclavitud (esdevenint-ne un entre el boicot al sucre de 1791 i la segona gran petició de 1806), i possiblement el trastorn al voltant de les revolucions francesa i americana. Segons Eugene Black (1963), "l'organització política extraparlamentària moderna és un producte de finals del segle XVIII la història de l'era de la reforma no es pot escriure sense ella.

### Creixement

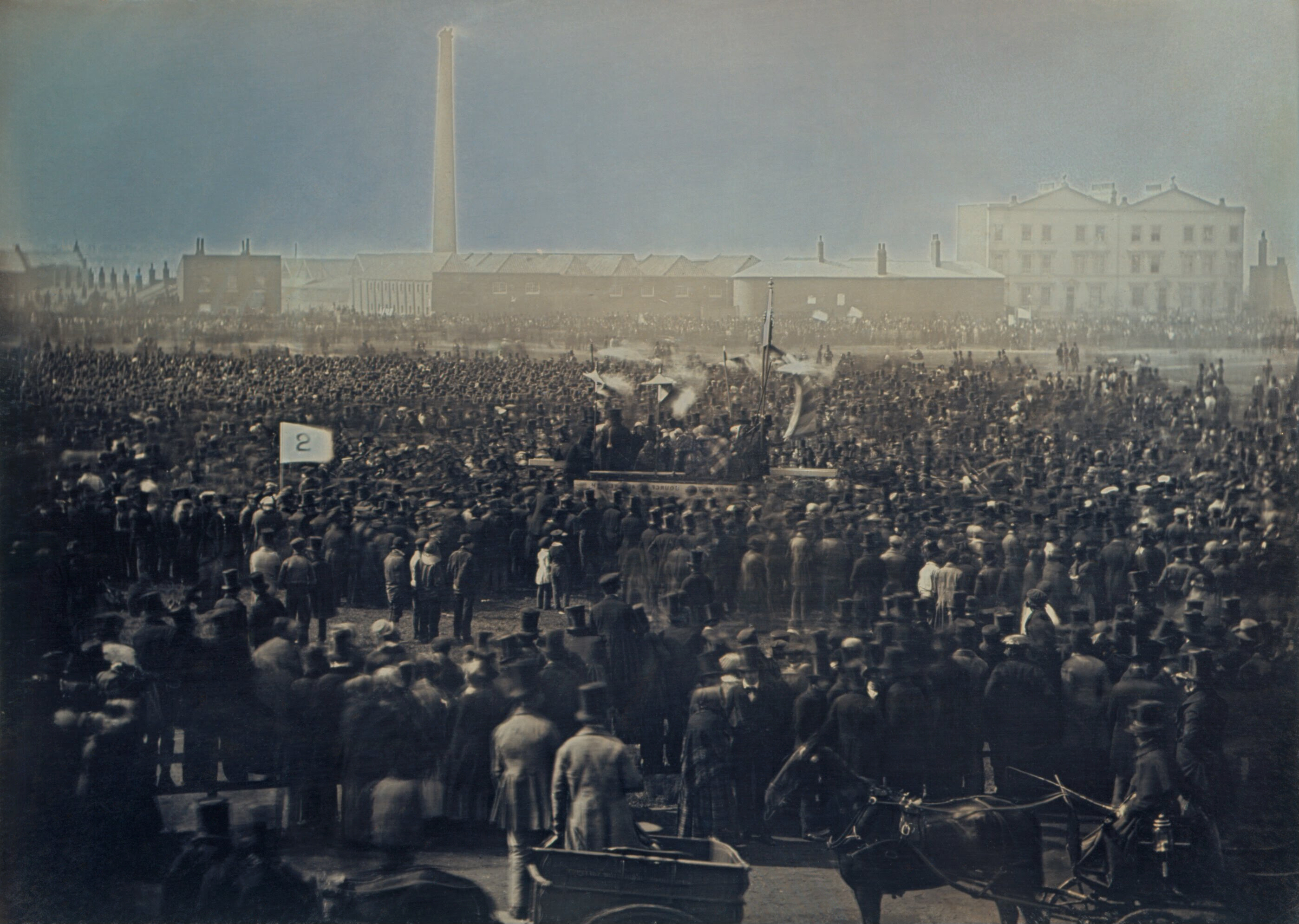
La gran reunió cartista a Kennington Common, a Londres, el 1848

Gran Bretanya, a partir de 1815, després de la victòria a les guerres napoleòniques, va entrar en un període de convulsió social caracteritzat per la creixent maduresa de l'ús de moviments socials i associacions d'interès especial. El cartisme va ser el primer moviment de masses de la creixent classe obrera al món. Va fer campanya a favor de la reforma política entre 1838 i 1848 amb la Carta del Poble de 1838 com a manifest, que reclamava el sufragi universal i la implementació del vot secret, entre altres coses. El terme "moviments socials" va ser introduït l'any 1848 pel sociòleg alemany Lorenz von Stein al seu llibre Moviments socialistes i comunistes des de la Tercera Revolució Francesa (1848) en el qual va introduir el terme "moviment social" en les discussions acadèmiques, representant així moviments polítics que lluiten pels drets socials entesos com a drets de benestar .

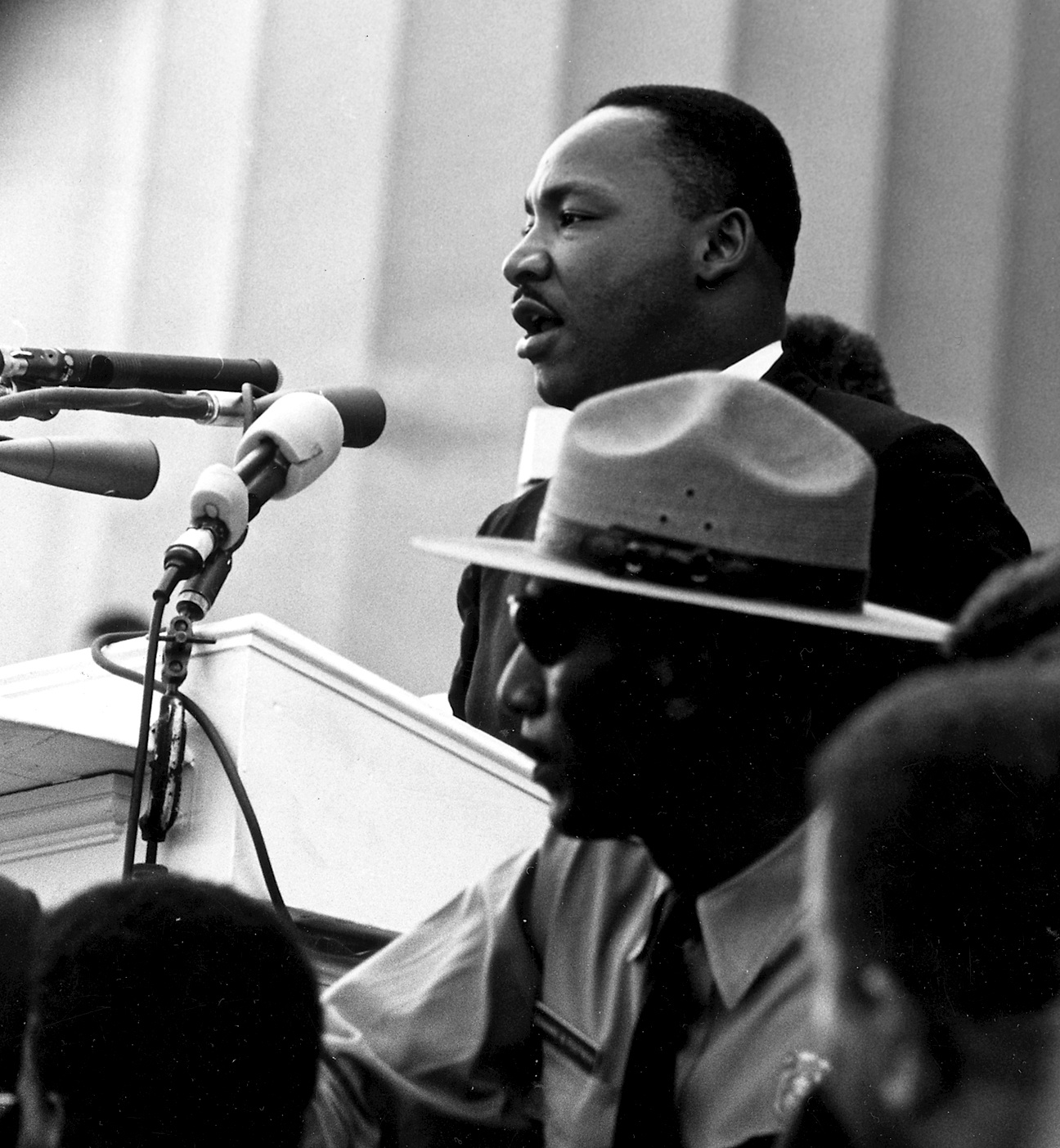
Martin Luther King Jr. va ser un líder del moviment pels drets civils, un dels moviments socials més famosos del.

El moviment obrer i el moviment socialista de finals del segle XIX es veuen com els moviments socials prototípics, que van conduir a la formació de partits i organitzacions comunistes i socialdemòcrates. Aquestes tendències es van veure als països més pobres a mesura que la pressió per a la reforma continuava, per exemple a Rússia amb la revolució russa de 1905 i de 1917, que va provocar l'enfonsament del règim tsarista cap al final de la Primera Guerra Mundial.
El 1945, Gran Bretanya, després de la victòria a la Segona Guerra Mundial va entrar en un període de reformes i canvis radicals. A la postguerra, van sorgir el feminisme, el moviment pels drets dels gais, el moviment per la pau, el moviment pels drets civils, el moviment antinuclear i el moviment ecologista, sovint batejats com els nous moviments socials. Van portar, entre altres coses, a les formacions polítiques verdes i organitzacions influenciades per la nova esquerra. A finals de la dècada de 1990 també va aparèixer un nou moviment social global, el moviment antiglobalització. Alguns estudiosos dels moviments socials postulen que amb el ràpid ritme de la globalització, el potencial per a l'aparició d'un nou tipus de moviment social està latent; fan l'analogia amb els moviments nacionals del passat per descriure el que s'ha anomenat un moviment ciutadà global.

### Processos clau
Hi ha diversos processos clau darrere de la història dels moviments socials. La urbanització va donar lloc a assentaments més grans, on persones amb objectius similars podien trobar-se, reunir-se i organitzar-se. Això va facilitar la interacció social entre desenes de persones, i va ser a les zones urbanes on van aparèixer els primers moviments socials. De la mateixa manera, el procés d'industrialització que va reunir grans masses de treballadors a la mateixa regió explica que molts d'aquests primers moviments socials abordessin qüestions com el benestar econòmic, importants per a la classe obrera. Molts altres moviments socials es van crear al voltant de les universitats, on el procés d'educació de masses va reunir moltes persones. Amb el desenvolupament de les tecnologies de la comunicació, la creació i les activitats dels moviments socials eren més fàcils: des dels fullets impresos que circulaven als cafès del segle XVIII fins als diaris i Internet, totes aquestes eines es van convertir en factors importants en el creixement dels moviments socials. Finalment, la difusió de la democràcia i els drets polítics com la llibertat d'expressió van facilitar molt la creació i el funcionament dels moviments socials.